# Kathedraal van Évreux
De Kathedraal Notre-Dame van Évreux (Frans: cathédrale Notre-Dame d'Évreux) is een gotische kathedraal in de Franse stad Évreux. De kathedraal is de zetelkerk van het bisdom Évreux en is gewijd aan de heilige Maria de moeder van Jezus.
De kathedraal Notre-Dame d'Évreux is een opmerkelijk gebouw in de stad Évreux. Het huidige gebouw is een synthese van opeenvolgende stijlen zoals: de flamboyante gotiek en de architectuur van de tweede Franse renaissance. De bouw duurde van de 11e tot de 17e eeuw. De kathedraal werd in 1862 erkend als monument historique.

## Bouw
Het schip is gebouwd als onderdeel van een eerdere romaanse kerk in de 10e eeuw en heeft de halfronde arcades uit de romaanse periode behouden. Een deel van het onderste deel van het schip dateert uit de 11e eeuw. Een brand in 1119 verwoestte een groot deel van het vroegere gebouw. Architect van de nieuwe kathedraal in 1253 was Gautier de Varinfroy, die ook de kathedraal Saint-Étienne de Meaux ontwierp. Varinfroy's stijl is vooral nog zichtbaar op de bovenste niveaus van het schip.
De westgevel met zijn twee torens is grotendeels uit de late 16e eeuw. De noordelijke toren is de klokkentoren. De fundering zou in 1392 zijn gelegd en in 1417 voltooid. In de rest van de kerk zijn verschillende stijlen uit de tussenliggende periode te zien.
De uitgebreide noorderdwarsbeuk en het portaal zijn in de laatgotische flamboyante stijl; het koor, het mooiste deel van het interieur, is in een vroegere gotische bouwstijl. Jean Balue, bisschop van Évreux in de tweede helft van de 15e eeuw, bouwde de vieringtoren, met zijn elegante achthoekige torenspits. In augustus 1465 verleende koning Lodewijk XI aan bisschop Balue een subsidie uit de gabelle om de restauratie van de kathedraal te kunnen hervatten, die onder het beschermheerschap van Karel VII was begonnen, maar die door gebrek aan middelen was opgehouden. Aan Balue is ook de Vrouwekapel verschuldigd, die opmerkelijk is vanwege het fijn bewaarde glas-in-lood. Twee roosvensters in de transepten en de gebeeldhouwde houten schermen van de zijkapellen zijn meesterwerken uit de 16de eeuw.
Het bisschoppelijk paleis, een gebouw uit de 15de eeuw, grenst aan de zuidkant van de kathedraal.
Een grondige restauratie werd in 1896 voltooid. De zuidtoren had een achthoekige klokkentoren met een houten frame. Deze werd niet herbouwd na de brand van juni 1940.
Aix · Albi · Amiens · Auch · Auxerre · Bayeux · Bayonne · Beauvais · Béziers · Bordeaux · Bourges · Carcassonne · Châlons · Chartres · Clermont-Ferrand · Dijon · Évreux · Laon · Le Mans · Limoges · Lisieux · Lyon · Meaux · Metz · Nantes · Narbonne · Nevers · Orléans · Parijs · Poitiers · Quimper · Reims · Rodez · Rouen · Sées · Sens · Soissons · Straatsburg · Toul · Toulouse · Tours · Troyes